# 貝利縣 (德克薩斯州)
貝利縣（英語：Bailey County）位美国德克萨斯州西北部的一個縣，西鄰新墨西哥州，面積2,143平方公里。根据2020年美國人口普查，共有人口6,904人。縣治繆爾舒（Muleshoe）。該縣成立於1876年8月21日，縣政府成立於1919年。縣名紀念在阿拉莫戰役中陣亡的彼得·詹姆斯·貝利三世。